# Obrodný proud v Československé straně lidové
Obrodný proud bylo hnutí, které přibližně od roku 1985 usilovalo o změnu poměrů v Československé straně lidové ve směru k demokratizaci, pluralitě a návratu ke křesťanským hodnotám. Hnutí se rozvíjelo zejména v místních organizacích v Praze (nejvíce v Praze 6) a na jižní Moravě. Na konci roku 1989 uspělo do té míry, že převzalo vedení strany.

## Deklarace
Nejvýznamnějším dokumentem je Deklarace Obrodného proudu v Československé straně lidové přijatá 73 delegáty v pražském Savarinu 14. října 1989, ještě v kontextu perzekuce ze strany StB.

### Zvolení mluvčí
- Ing. Jiří Karas, Třebíč
- PhDr. Michal Karlický, Český Těšín
- MUDr. Karel Rek, Kout na Šumavě
- JUDr. Richard Sacher, Praha 2
- PhDr. Bohumil Svoboda, Praha 6
- Cecilie Trojanová, Jablonec nad Nisou

## Lidé
Seznam nejaktivnéjších členů Obrodného proudu uvádí B. Svoboda[zdroj?] takto:
Jiří Andrlík
František Baldrian,
Josef Bartončík,
Zdeněk Bartoška,
Věra Bartošková,
Štěpánka Bašková,
Markéta Bouzková,
Slavomír Bureš,
Josef Cepek,
Václav Cibuzar,
Otýlie Cočevová,
Alois Coufalík,
Jiří Černý,
Rostislav Černý,
Jan Červenka,
Jaroslav Červenka,
Břetislav Daněk,
Jan Dufek,
Pavel Dudek,
Přemysl Faměra,
Jan Fričar,
Miroslav Frňka,
Antonín Glogar,
František Hanák,
Miloš Hanák,
Alois Havelka,
Evžen Holub,
Miriam Horáková,
Karel Huběnka,
Václav Chvál,
Oldřich Ingr,
Jaroslav Jakubec,
Ivana Janů,
Helena Jelínková,
Jan Joun,
Jiří Karas,
Michal Karlický,
Jan Kasal,
Petr Kejík,
Antonín Kovář,
Miroslav Kratochvíl,
Jiří Krotký,
Stanislav Kubín,
Josef Kubiš,
Miroslav Lajkep,
Jiří Laube,
František Liška,
Josef Macek,
Jan Marek,
Jan Maresch,
Medřický Jiří,
Josef Meier,
Jan Melichar,
Ludmila Mesteková,
František Mifka,
Marta Miškaříková,
Ludvík Motyčka,
Marie Ostrodická,
Miroslava Odrazilová,
František Pavlíček,
František Pavlík,
Jaroslav Petřík,
Jiří Pitřinec,
Josef Pláteník,
František Reichel,
Karel Rek,
Richard Sacher,
Ivo Slavotínek,
Marie Steinocherová,
Jan Suchánek,
Milan Světlík,
Bohumil Svoboda,
Emil Szkandera,
Vladislav Szkandera,
František Šajnost,
František Šedivý,
Josef Šedivý,
Bohuslav Šír,
Karel Štěpánek,
Milan Štolba,
Jindřich Trejbal,
Jiří Trmač,
Cecilie Trojanová,
Ogňan Tuleškov,
Alfred Turow,
Josef Urbánek,
Marie Vlková,
Lubomír Volín,
Alois Vrana,
Rudolf Vondráček,
Václav Wariš,
Antonín Zemek